# Сикорски S-43
Сикорски S-43 (на английски: Sikorsky S-43) е осемнадесетместен двумоторен самолет-амфибия, произведен в средата на 1930-те години от американската компания Сикорски Еъркрафт.
Самолетът е много популярен (наричан е "Baby Clipper") в САЩ.
Използван е основно за полети от Флорида до Куба и от Хонолулу до другите острови.
|  | Уикипедия разполага с Портал:Авиация |